# حزب تسوباسا
حزب تسوباسا (ژاپنی: つばさの党)، حزبی سیاسی در ژاپن است که در سال ۲۰۱۹ تأسیس شد. این حزب در طول انتخابات میان‌دوره‌ای سال ۲۰۲۴ در منطقه ۱۵ توکیو به دلیل ادعای دخالت و خرابکاری در انتخابات، که منجر به دستگیری رهبران حزب کورکاوا و نموتو شد، جنجال‌های سراسری به دلیل مشکوک بودن به نقض قوانین انتخاباتی ژاپن به راه انداخت.